# Política Agrícola Comum da União Europeia
A Política Agrícola Comum da União Europeia (PAC) é um sistema de subsídios à agricultura e programas de desenvolvimento em áreas afins, parte do primeiro dos três Pilares da União Europeia, designado como Comunidades Europeias. Foi criada em 1957 e posta em prática em 1962, tendo como objetivos principais assegurar o abastecimento regular de géneros alimentícios e garantir aos agricultores um rendimento em conformidade com os seus desempenhos.

## Princípios e importância
A Política Agrícola Comum é uma das mais importantes políticas da União Europeia (UE), já que cerca de 44% do orçamento comunitário (43000 milhões de euros previstos em 2005) é gasto na agricultura.
| Orçamento do ano... | Montante gasto em "preservação e gestão dos recursos naturais", em milhares de milhão de euros (a) | Custo da política agrícola europeia, em milhares de milhão de euros (a) | Pagamentos diretos (b, incluindo em a) | Orçamento total, em milhares de milhão de euros (c) | Percentual do orçamento gasto no PAC (a/c) |
| ------------------- | -------------------------------------------------------------------------------------------------- | ----------------------------------------------------------------------- | -------------------------------------- | --------------------------------------------------- | ------------------------------------------ |
| 2004                | | 47,57                                                                   |                                        |                                                     |                                            |
| 2004                | | 47,91                                                                   |                                        |                                                     |                                            |
| 2005                | | 52,17                                                                   |                                        |                                                     |                                            |
| 2007                | 52,6                                                                                               |                                                                         | 41,86                                  | 121,3                                               | 43,36%                                     |
| 2008                | 56,77                                                                                              |                                                                         | 40,49                                  | 130,9                                               | 43,36%                                     |
| 2009                | 50,80                                                                                              |                                                                         | 41,03                                  | 112,1                                               | 45,31%                                     |
| 2010 (P)            | 58,14                                                                                              |                                                                         | ---                                    | 123                                                 | 47,26%                                     |
| 2011 (P)            | 56,4                                                                                               |                                                                         | ---                                    | 126,5                                               | 44,58%                                     |

Os princípios básicos da PAC são: A criação de um grande mercado único dentro do qual se possa importar e exportar produtos agrícolas livremente, preferindo os produtos produzidos dentro das fronteiras da UE., e o financiamento comunitário da Política Agrícola Comum.
Em 1992 foi lançada uma revisão da Política Agrícola Comum (nova PAC), com o objetivo de reduzir os excedentes (quotas leiteiras, set-aside, etc.); regular os preços junto aos consumidores; respeito pelo ambiente. Em 1999, uma nova reforma foi programada.

## Objetivos
Em 1962, os então seis países-membros da Comunidade Económica Europeia chegaram a um acordo sobre uma Política Agrícola Comum baseada nos seguintes princípios:
- Troca livre de produtos;
- Nível comum de preços;
- Acesso livre do consumidor aos melhores produtos;
- Preferência pelos produtos comunitários;
- Solidariedade financeira.

Os três primeiros pontos consubstanciam-se na unidade do mercado agrícola, o que implica a liberalização total do comércio, a harmonização das regulamentações administrativas, sanitárias e veterinárias e a existência de regras comuns de gestão, de preços comuns, de regras de concorrências idênticas e de um uniforme de protecção nas fronteiras da União. (Fernandes, 1992, 131)
O princípio de Preferência Comunitária permite proteger os agricultores europeus contra importações provenientes do mercado mundial a preços mais baixos. Mediante um sistema de taxas variáveis, os preços dos produtos importados são ajustados ao nível do preço praticado no mercado interno da União que, geralmente, é mais elevado. (Fernandes, 1992, 132)
O princípio de Solidariedade Financeira Comum tem como objectivo concretizar a solidariedade entre as diversas regiões da União e permite o funcionamento do sistema de política agrícola comum. (Fernandes, 1992, 134)

## Os apoios da PAC

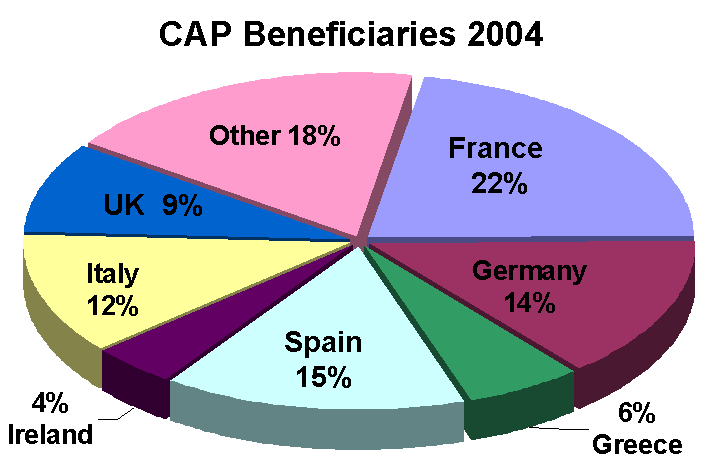
Beneficiários da PAC por país, em 2004

-Os apoios comunitários à agricultura através da PAC permitiram:
- A sua modernização e racionalização;
- Garantir o pleno abastecimento do mercado em quantidade e qualidade;
- Manter preços razoáveis ao consumidor e assegurar a estabilidade nos mercados;
- Aumentar e manter os rendimentos agrícolas dentro dos limites bons ou razoáveis.

-Têm-se verificado alguns defeitos menos desejáveis da PAC. Neste contexto, tornou-se indispensável uma reforma da PAC que contivesse a produção, que restabelecesse o equilíbrio do mercado e que, simultaneamente, se tornasse menos onerosa. Os principais vectores previstos para a nova PAC foram os seguintes:
- Definição dos preços agrícolas através dos mecanismos do mercado;
- Fixação de volumes de produção para cada produto;
- Atribuição de incentivos financeiros ao pousio, à reconversão de produções, à reflorestação, à criação de reservas ecológicas e parques naturais e à agricultura por meios naturais.

-Adaptação aos riscos das alterações climáticas:
- A agricultura afecta todas as pessoas da Europa, uma vez que os solos agrícolas, as zonas arborizadas e as florestas cobrem cerca de 90% da superfície terrestre da UE. A variabilidade climática de ano para ano é uma das principais causas da variabilidade do rendimento das culturas e dos riscos inerentes à exploração agrícola.

## Negociações internacionais
O Acordo de Agricultura da Rodada Uruguai estabeleceu limites sobre o apoio doméstico à agropecuária, o que impactou a PAC.